# Unionsmesteren
Unionsmesteren (også kaldet Undløsemesteren) (ukendt fødselsår men aktiv i perioden ca. 1410-1440) er det navn man har givet en ukendt dansk kunstner, der udførte kalkmalerier. Han har med sikkerhed malet kalkmalerier i Nødebo og Undløse Kirke på Sjælland, og har muligvis arbejdet på den anden side af Øresund i det nuværende Sverige, hvor kalkmalerier i både Strängnäs Domkirke og Norra Åkarps gamle kirkeogså tilskrives ham. Navnet Unionsmesteren har han fået, fordi det tyder på, at han har været virksom i flere af Kalmarunionens lande.
Hans hovedværk Opstandelsen findes i Undløse kirke på Sjælland og blev til fra omkring 1430. Værket er optaget i Kulturkanonen i 2004.
Noget af det som karakteriserer Unionsmesteren er hans måde at tegne ranker på og mandsansigter med lidt lange næser. Videre er han en af de ganske få kalkmalere som har malet ind i særskilt karakter i hver person. Han er inspireret af en italiensk påvirket bøhmisk-burgundisk stil.